# Montagne Blanche
Montagne Blanche är en ort i Mauritius. Den ligger i den sydvästra delen av landet, 22 km sydost om huvudstaden Port Louis. Montagne Blanche ligger 270 meter över havet och antalet invånare är 8 661. Den ligger på ön Mauritius.
Terrängen runt Montagne Blanche är kuperad åt sydost, men åt nordväst är den platt. Terrängen runt Montagne Blanche sluttar österut.  Närmaste större samhälle är Curepipe, 14,8 km väster om Montagne Blanche. I omgivningarna runt Montagne Blanche växer i huvudsak städsegrön lövskog.